# 動物權利
動物權利（英語：Animal rights）是一個哲學思想。根據這種思想，許多或所有有知覺的動物都具有獨立於它們對人類效用的道德價值，並且它們最基本的權利—例如避免痛苦—應該與人類的類似權利得到同樣的考慮。
從廣義上講，特別是在流行話語中，“動物權利”一詞經常與“動物保護”或“動物解放”被混合使用。更狹義地講，“動物權利”是指許多動物擁有作為個體受到尊重的基本權利—生命權、自由權和免受折磨的權利，這些權利可能不應被（人類）總體福利的考慮所覆蓋。
在哲學領域對此有多種見解；一些見解立基於功利主義，另一些則從廢奴主義等角度出發。
動物權利的倡導者反對僅基於物種成員資格來分配道德價值和基本保護—自 1970 年以來，這種想法被稱為物種歧視，當時理查德·D·賴德 (Richard D. Ryder) 採用此術語—認為這是一種與其他任何偏見一樣不合理的偏見。他們堅持認為動物不應再被視為財產或用作食物、衣服、研究對象、娛樂或其他工作用途。 世界各地的多種文化傳統，如耆那教、道教、印度教、佛教、神道教和萬物有靈論，也支持某些形式的動物權利。
一些法律學者，如 Steven M. Wise 和 Gary L. Francione，支持將基本法律權利和人格擴展到非人類動物。 在論證人格時最常考慮的動物是其他人科動物。 一些動物權利學者支持這一點，因為它會突破物種障礙，但其他人反對它，因為它預示著心智複雜性的道德價值觀，而不僅僅是感情。 截至 2019 年 11 月，已有 29 個國家頒布了禁止類人猿實驗的禁令； 自 2014 年以來，阿根廷賦予圈養猩猩基本人權。（參看類人猿人格權運動）
在靈長類動物之外，動物權利的討論最常涉及哺乳動物的地位。 其他動物（被認為沒有情感能力）受到的關注較少；昆蟲相對較少（耆那教除外），而類似動物的細菌（儘管數量龐大）幾乎沒有。
一些国家已经立法保障动物权利。1992年，瑞士法律上确认动物为“生命”（beings），而非“物品”（things）；2002年，德国将动物保护的条款写入宪法。由澳洲学者彼得·辛格建立，基地位于美國西雅图的“泛类人猿计划”，目前正在争取美国政府采纳其所提出的《泛人猿宣言》。在这份宣言中，「泛类人猿计划」提出由大猩猩、猩猩以及两个亚种的黑猩猩组成“平等群落”，呼吁各国政府令「平等群落」享有三项基本权利：生存权、个体自由权和免受折磨权。
該類概念的批評者稱動物沒有意識，無法簽訂社會契約，也無法做出道德選擇。因此，他們不能擁有權利，將它們用於滿足食物、娛樂和研究目的並沒有錯，儘管人們可能有責任確保牠們不會遭受不必要的痛苦。 這種觀點通常被稱為動物福利觀點，並為世界上一些最古老的動物保護團體所維護。
與動物權利概念相近的社會運動有動物解放運動；該運動致力於改變將動物視為人類財產的觀念；該運動不僅旨在為動物提供更好的條件，並透過給予非人類動物與人類同等的基本權利，將其納入道德範疇之中。該類想法聲稱動物在法律和倫理上都不應被視為人類財產或資源。

## 概况
動物權利的观点包括：所有（或者至少某些）动物应当享有支配自己生活的权利；动物应当享有一定的精神上的权利；动物的基本权利应当受法律保障。这些观点反对将动物当作一般财货或是为人类效力的工具。常有人將動物權利与“动物福利”主义相混淆，动物福利主义仅仅关心动物不受虐待，而不试图保障动物精神上的权利。
動物權利主义者主張動物享有應有的權利（例如生存權利、生育權利、生活權利、自由權利、流浪權利等），并不是主张动物与人类享有完全同等的权利，比方说，他们不认为家禽需要享有选举权，因為動物未能認知何謂选举。
一些動物權利主义者认为拥有感知力（能够自知）的动物与其他更原始的动物应该被区别对待：只有拥有感知能力（或较强烈自我意识）的动物才享有对自己生命及肉体的支配权，而不考虑人类把它们看作什么用途。
另一些動物權利主义者将这种权利推广到所有动物身上，包括那些没有自我意识甚至没有进化出神经系统的动物。他们坚持认为，人类及其一些机构为了食用、娱乐、制作化妆品、製衣、进行科学实验等等目的，将动物商品化的行为，违背了动物支配生命的基本权利。
多数人认可大型猿类拥有高度智慧，能够判断自身处境以及行为动机，当自由受到限制时，它们会感到沮丧。相比之下，许多其他动物只拥有非常简单的神经系统，比如水母，只比一只机械手复杂一点，只能进行简单的应激反应，既无法中止也无法计划自己的行为，当然也不能判别自己是否自由。从生物学上的定义来看，水母毫无疑问属于动物，但从動物權利的观点来看，水母是否应被划归“蔬菜类”也未可知。就如何判定一个有机体是否属于应享有权利的“动物”，目前还没有一个被普遍认可的标准。
因此，关于动物权利的争论（与堕胎权的争论很像）就因难以确定一个简单、一刀切的判别标准而困难重重，这一标准，即使在生物学实践中也很难确定，当然，生物学中充满了复杂而多样的渐变性。按神经生物学的标准，水母、农场饲养的鸡、实验室的小白鼠以及家养的猫分别分布在一张复杂、多维度的坐标图中，坐标图的一端标着“近乎植物”，另一端标着“高度智慧”。
然而也有认为，动物权利不应以智慧、感知、意识等作区分，否则就沦为以人的角度思考判断，有违非人类本位出发的基本概念法则。但凡动物，都应自然享有应得的权利及保障。即如处于永久植物人状态的植物人，被认为再无智慧、感知、意识，一样应自然享有应得的权利及保障。

## 哲学渊源
古代已有一些和動物權利相關的概念出現，像例如佛教禁止殺生，也就是禁止殺害人和動物，受漢傳佛教影響的地區甚至因為對動物的關懷而發展出放生的傳統；猶太教和伊斯蘭教雖然允許屠宰，但也對屠宰有一定的規範，而猶太教和伊斯蘭教的屠宰方法，被認為是為了減少動物的痛苦、讓整個過程變得更加人道而訂出的，伊斯蘭教的《古蘭經》也要求人們不得殘忍對待動物。
法国启蒙思想家卢梭在《论人类不平等的起源和基础》一书的序言中，曾对动物权利的观念做了简述，他说人类从动物进化而来，而又不像其他动物那样“缺少智力和自由”，但是，其他动物也是有知觉的，“它们同样应该享有自然赋予的权利，人类有义务维护这一点”，他特别指出“动物有不被虐待的权利”。
现代功利主义学说的奠基人杰里米·边沁是最早深入研究动物解放主义的学者之一，他在为扩大动物法律权利的必要性所作的演讲稿中写道：“这一天终将到来，人类以外的动物们将重获被人类暴政剥夺的权利，这些权利从来不应剥夺。”他还指出，动物的缺乏理性在道义上不应构成对动物解放主义的阻碍，“长有几条腿、皮肤是否长有绒毛、骶骨孔是否闭合，这些都不能构成剥夺一个生灵享有与人类同等权利的原因”“还有什么使动物解放不可逾越？动物是否拥有思考能力或是语言能力？成年的马或是狗，还有其他许多有灵性的动物，显然要比一周甚至一个月大的婴儿来得更有理性。从另一方面，这说法仍旧成立：问题不再是‘它们会思考吗？’或是“它们会说话吗？’而变成了“它们会感到难受吗？”为什么法律不能对一切生灵提供保障？总有一天，博爱将荫蔽所有生灵……”（边沁，1781）
德国哲学家叔本华认为在本质上其他动物与人是一致的，尽管动物缺乏思考能力。尽管他为人类食用动物的行为做出了功利主义的辩解，他仍旧呼吁给予动物道德关怀，同时，他反对对动物进行活体解剖。他的著作《康德哲学批判》中有大段对康德将动物排斥在道德体系之外的批评，言辞甚为激烈，其中包括那句有名的“那些不能对所有能看见太阳的眼睛一视同仁的伪道德，当被诅咒”。
動物權利的概念，出自一本1892年出版影响颇广的书《动物的权利：与社会进步的关系》，作者是英国社会改革家Henry Salt。Henry Salt于1891年成立了人道主义者联盟，宗旨之一是取缔打猎运动。
当代動物權利主义的概念由S.Godlovitch,R. Godlovitch和J. Harris在1971年合著的《动物、人和道德》中被重新提出，书中旁征博引，雄辩地阐述了動物權利的观点。应该说，正是这部著作使得動物權利主义得以复兴，并鼓舞了后来的学者对其进行发展完善。普林斯顿大学人类价值中心的生物伦理学教授、受Ira W. DeCamp计划赞助的学者彼得·辛格就是在对这本书进行评论时，第一次提出了“动物解放”的概念。
彼得·辛格和Tom Regan是动物解放运动目前最著名的两位倡导者（尽管二人的观点有所不同）；Gary L. Francione是另一位有分量的动物解放主义学者，他持一种近似废奴主义的观点，主张动物应当享有不被看作财货的基本权利；“关心家禽”组织的激进主义分子Karen Davis和人道對待動物協會的Ingrid Newkirk也对動物權利運動持有各自的理论体系。
彼得·辛格是当代動物權利运动的精神领袖，但他本人对保障动物精神地位的方法论出发点却不是维权，而是一种兼顾各方利益的功利主义。在他1975年出版的《动物解放》一书中指出，人类给予动物道德关怀的原因，既不是智力（对婴儿或智障患者也无智力可言），也不是道德（对罪犯或精神病患患无道德可言），或是其他一般人类所拥有的品质，而是否能够体验痛苦。因为动物也能体会痛苦，所以将动物排斥在道德关怀以外是一种“种族歧视”行为，在这里，他引用了英国哲学家Richard D. Ryder提出的“种族歧视”的概念。
彼得·辛格的觀點，主要是認為對於感覺能力的動物的相同的利益，都應該給予平等的關心。而平等的關心前非等同對待的平等或權利的平等，而是依能力或利益的內涵作標準來決定如何對待不同的個體。保障動物的權益的最終目的，是希望促進最大的善和最小的惡，所以保障動物的權益的作用是提升動物的地位而非貶低人類的地位。
Tom Regan在著作《動物權利状况》和《空空的牢笼》中，从另一个角度对此做出了解释。他将人类以外的动物看作“生命的载体”，赋有与人类同样的权利，尽管这种权利未必要与人类的在程度上完全一致。这意味着这些动物与生俱来具有与人同等的重要性，而不能仅仅被看作是一种用于达到目的的手段。他的这种观点，也被称为“直接责任”。对Regan而言，所有饲养食用动物、动物试验以及商业捕猎行为都应被禁止。Regan的理论中“生命的载体”并不包括所有的动物，但起码包括所有“一岁以上的哺乳动物”。
辛格主要致力于改善动物们的处境，在特定环境下，同意适当的将动物为人所用。而Regan主张将动物与人同等对待，并严格遵照康德哲学，认为动物决不能被仅仅当成某种工具而牺牲。当然，康德本人并不将动物纳入自己学说的的道德律中，他说人类应当慈悲，主要是要使人不致堕落于残忍，而并非是为动物福祉考虑的。
尽管在理论上有差异，辛格和Regan在实践上是一致的，比如他们都认为社会应当倡导素食主义，并废除不必要的动物实验。
Gary Francione在《动物权利导言》等中著作指出，如果动物被当作财货，那么任何赋权于动物的行为都将直接被这种所有权状况损害。他说，为你的财产争取与你自己同等的权利，这无疑很荒谬。如果不能获得与人同等的地位，动物什么权利都谈不上。不像Regan对“生命的载体”没有一个明确的判别标准，Francione将感知能力作为道德判断的唯一标准。他认为在美国没有真正意义上的動物權利运动，有的只是动物福利主义。在为羅格斯大學动物权利法项目所作的研究中，他指出任何不以解放动物奴隶状态的動物權利努力都是徒劳的，那只会导致剥削动物的制度化，这些做法在逻辑上自相矛盾，不能丝毫改善动物所处环境。Francione称一个一边把猫和狗当成宠物豢养、一边屠杀鸡、牛、猪来食用的社会为“道德分裂”。

## 法律
1992年，瑞士法律通过认定动物为“生命”（beings），而非“物品”（things）；2002年，德国将动物保护的条款写入宪法，德国议会上院投票决定将“和其他动物”的字样加入宪法中国家为后代保护自然生命基础的条款中。
在以色列，法律禁止在中小学上动物解剖课以及在马戏团进行驯兽表演。
在中華民國，政府頒布《動物保護法》，明令禁止任何人對動物有不當騷擾、虐待或傷害之行為。若故意傷害動物，使其肢體嚴重殘缺、重要器官功能喪失或死亡，應依法追究刑責，除處有期徒刑或拘役外，並得併科罰金。2007年，立法院決議修正《動物保護法》，將原本的第二十四及二十五條允許馬戲團進出口保育類野生動物供作表演之規定刪除。若違反規定，則可判處六個月以上、五年以下的刑期，也可以併科新台幣三十萬元到一百五十萬元的罰金。
不少國家和地區均設有保護動物的組織，但好些針對的僅屬動物福利，並非主張動物權利。
例如在香港，有百多年历史的香港爱护动物协会，只是两岸三地大中华地区的一个动物福利组织。
“动物企业恐怖主义法”（AETA）是美国联邦法律(美國法典第18编 § 第43節)，禁止任何人从事某些，“對动物企业以损害或干扰为目的的行爲。” 该法规涵盖任何“损害或导致任何真实或个人财产的损失”或“使人有理由担心”受伤的行为。该法修订了1992年“动物企业保护法”（Pub.L. 102-346），并赋予美国司法部更大的权力，以瞄准动物权利活动家。

## 实践
在实践中，动物維权主义者通常参与对使用动物的行业的联合抵制，比如对西方国家中肉、奶、蛋产品主要生产者工厂化的农场及集約式農業的抵制。农场待屠宰动物的运输（包括活畜出口）已成为近年来各地動物權利组织行动的主要阻挠目标-这一点在英国尤为突出。
绝大多数动物維权主义者奉行素食主义。他們認為，既然一般人類一直認為自己是高等生物，那麼就不應做出動物的捕食行為，否則與其他動物無異，而且肉食性動物不懂考慮動物外的食物，但人類是雜食性動物，可選擇進食豆類或蔬菜類食物。
而他們也不穿戴皮质的服饰（包括皮鞋），不使用包含动物原料的化妆品、药品，甚至墨水和染料。需要通过动物实验的商品也尽量被避免。针对某公司的抵制也很普遍，例如宝洁，因在产品研制过程中进行多项动物实验，而遭致動物權利主义者对其出品所有产品的抵制（包括花生酱这样的食品）。
動物權利主義者認為，動物實驗會使動物生病甚至死亡，而且現時已有很多種類的物品，毋須再研製新的，因此實驗對人類的好處並不存在或未能確定，另一方面實驗肯定會對動物造成傷害，因此動物實驗只是人類為自己利益而犧牲動物應有的生存權的錯誤行為。
此外，他們亦對明顯損害動物權利的行為，包括皮草買賣、打獵、馬戲團、馬術競賽、動物園及寵物買賣，表示強烈的反對。
大多数動物權利主义者致力于教化大众。一些组织诸如“人道对待动物公社”，頻繁地試圖通过媒体宣传動物權利主张。
美国的動物權利运动近来趋向于倡导素食化运动。每年在美国有98亿头／隻动物遭屠宰食用，这个数字远远超过其他领域所用的动物数量。“素食者联盟”和“要爱心，不要杀戮”等组织致力于向消费者揭露工业化农场的内幕，劝导人们少吃肉。
一些生態恐怖主義分子選擇投身于直接战斗，比如从实验室或农场"营救"动物，对这些场所进行破坏等等，这偶尔会引发暴力冲突。还有一种“公开营救”行为，营救者大摇大摆毫不掩饰的把动物带走。一些国家对有關行为加强了立法管制，但不少生態恐怖主義分子仍繼續"解放"動物。

## 相關公約
相關公約指動物權利，並非指生態保育

### 《世界動物權宣言》
聯合國教育科學文化組織(UNESCO)於1978年10月15日選讀《世界動物權宣言》，規範動物有其生存權，亦有受尊重且免遭虐待的權利。但此宣言並未有法律約束力。 s:世界動物權宣言

### 《動物五大自由》
1960年代，英國大型的工業式農場如雨後春筍般出現，引起各界對於動物福利的關注。而後英國政府為回應社會對於動物福利的訴求，於1967年成立「農場動物福利諮詢委員會」（1979年改組為農場動物福利委員會），於1979年草擬了相關法規，而後此動物的五大自由便成為了英國動物福利法例根基，亦為歐盟農場動物福利政策立法的原則。
1. 免於飢渴的自由：隨時均可享有清水及足夠維持健康及補充體力的食物。
2. 免於因環境而承受痛苦的自由：提供舒適的環境，包括居所及棲息處。
3. 免於痛苦或傷病的自由：防止傷病，或盡快診斷及給予治療。
4. 表達天性的自由：提供足夠空間和合適設施，並讓動物與同類作伴。
5. 免於恐懼不安的自由：以合適的生存環境及方式對待動物，避免產生任何精神上的痛苦。

## 批评
批评者认为动物权利的概念涉及对哲学上的道德评判，動物權利是要把人类变成动物以下的二等公民；动物需要的是改善福利，而不是争取权利；甚至有批评者认为動物權利是反人类的活动。
反對動物權利的觀點也認為，動物，尤其是在人類飼養管領下的動物是人類的財產，人对於属于他的动物有權做他想要的使用，目前法律並沒有所謂"動物法益"的概念，所有的法律規範都是在保護人類的利益，而動物權利充其量只是某些人類的價值觀與信仰而已，法律規範並非用來保護或滿足特定價值觀與信仰而已，而是在不侵犯他人的前提下，尊重與保障每種價值觀、风俗與信仰，要求他人尊重所謂"動物權利"，反而是侵犯他人財產、生活方式與價值觀，因此吃狗肉在此觀點是符合自然法的，因此"虐待動物"除非是他人飼養管領或是牽涉生態健康保育的珍稀、瀕臨絕種的野生動物之外，並不侵犯他人的法益，雖然動物也會有"受傷"流血的生理反應，也會有維持生存的自然傾向，但所謂"受苦"感觉並不等同於人類意識感受到的痛苦，動物若有所謂"痛苦"，也是人類以自身的感受，投射到動物身上，而假定動物有人類的意識，而推論出來的。
另外亦有批評者主張，關於動物權利的討論通常僅將焦點放在脊椎動物，特別是哺乳動物，而忽略了"動物"一詞的科學定義其實十分廣泛，絕大多數動物界的生物類群可能從來沒有進入過動物權利提倡者的視野，這些群體甚至對於某些生物是動物毫無認知與意識，尤其是那些造成人類經濟與健康危害，或者外觀缺乏可供人們進行擬人化情感投射之特徵的類群（如節肢動物門、線蟲動物門、軟體動物門等等），這凸顯了動物權利支持者在科學教育和基本知識的不足，同時使動物權利淪為人類依據自身利益與喜好主觀認定的虛假議題，一旦人類面臨自身的損害便會陷入雙重標準。

## 中华人民共和国的动物权利保护
清华大学教授赵南元一直致力于与中國动物权利主义者论战。他认为动物权利主义者的理论类似于佛教的教义，并且没有佛教的理论那么系统、那么能自圆其说。他还把动物权利主义者与恐怖分子相提并论，认为他们同样是为了一己的信仰，侵害他人权益。
随着民间的动物保护呼声和意识日益发展，各种有关动物权利、动物福利的机构、网站、网络社区等不断涌现，例如「拒吃貓狗肉」運動。在大陸最新提出的《中华人民共和国动物保护法（专家建议稿）》（又稱為《中华人民共和国反虐待动物法》中，出現了對食用猫肉、狗肉給予行政处罚的條文，唯至當前為止尚未正式立法通過。
与此同时，不论动物权利、动物福利的动物保护者，一些行为也遭到批评。如何对待流浪动物，比如拦路阻止狗类贩卖车辆之类行为的动物保护者，在网络上会得到支持和辱罵的两极反应。再加上一些个别机构、组织、网站、社区爆出负面消息，或与宠物爱护概念混淆，因此不论形式主义的动物保护概念，在中国大陆并未获到广泛支持。

## 台灣相關團體

### 學生社團
2009 年：國立台灣大學首創全國第一個動物權大學社團：台大動物權利發展社
2014 年：國立師範大學創立動物權社團：動物陣線
2017 年：國立政治大學創立：政大動物之生 life for animals
2018 年：中國醫藥大學創立：中國醫動物權利與環境保護推廣社 cmu animal rights and environmental protection （页面存档备份，存于）
2018 年：國立政治大學附屬高級中學首創在高中動物權利與傳播媒體結合的相關社團：「動物權利傳播社」。

### 社會人士
吳智輝先生於2015 年發起「純素30天」體驗活動。而後發展為「動物知情權 Vegan30 （页面存档备份，存于）」，成為台灣第一個在街頭推廣動物權的非營利民間組織。發起人吳智輝先生感召到各地許多具有相同理念的熱血志工，在台灣各地進行街頭推廣活動。每個周末在台北西門町，都可以看到他們的身影；除了固定的街頭推廣以外，平日也會舉辦講座、推廣者內訓、及Vegan純素聚餐；「動物知情權 Vegan30 （页面存档备份，存于）」也舉辦年度大型活動，包含世界動物權日(NARD)以及動物權遊行。
除了實體活動外，平日也透過線上影片的製作分享，希望讓更多人能認識Vegan生活的美好，以及對動物和環境所帶來的巨大幫助。

### 非營利組織
2019年，包含全國55個動保團體所成立之台灣動物保護行政監督聯盟聯合發起「2020總統選舉—動物保護立法承諾書」，共有八項訴求，分別是：一、支持「動物保護」入憲。二、動物非「物」，動物傷害慰撫金法制化。三、動物保護警察法制化。四、動物人道救援法制化。五、動物科學應用資訊公開與資源分享法制化。六、實驗動物獸醫專業養成法制化。七、畜禽魚類友善生產系統法制化。八、蔬食推廣法制化。